# Stazione di Ostia Parmense
La stazione di Ostia Parmense è una stazione ferroviaria della ferrovia Parma-La Spezia (Pontremolese). Serve Ostia Parmense, frazione del comune di Borgo Val di Taro, in provincia di Parma.

## Storia

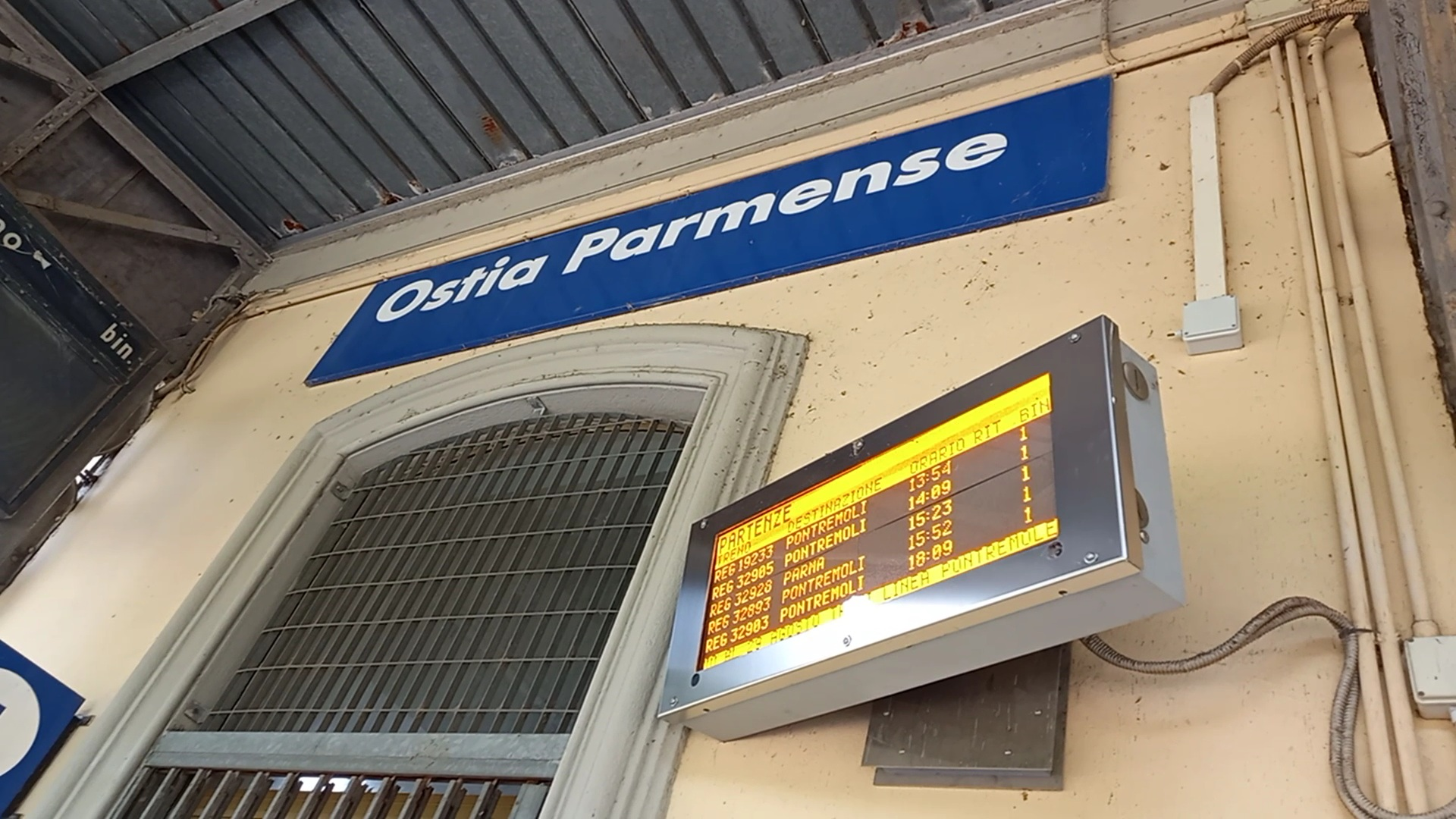
Particolare del cartello indicatore di località, con la denominazione definitiva

La stazione, all'epoca denominata semplicemente "Ostia", venne attivata il 15 maggio 1893, all'apertura del tronco da Berceto a Borgotaro della ferrovia Pontremolese.
Il 1º gennaio 1927 assunse la nuova denominazione di "Ostia Parmense".

## Strutture e impianti
La piccola stazione dispone di un fabbricato viaggiatori, di un fabbricato per i servizi igienici, di due banchine passeggeri, collegate tra loro da un attraversamento a raso, e di tre binari, di cui uno tronco ubicato nelle vicinanze del fabbricato per i servizi igienici e normalmente utilizzato per il ricovero di mezzi di servizio.
In prossimità della stazione, in direzione La Spezia, sono presenti un casello, che reca la progressiva chilometrica, un ponte ferroviario in ferro tuttora utilizzato per il transito dei treni e un sovrappasso pedonale.

## Movimento

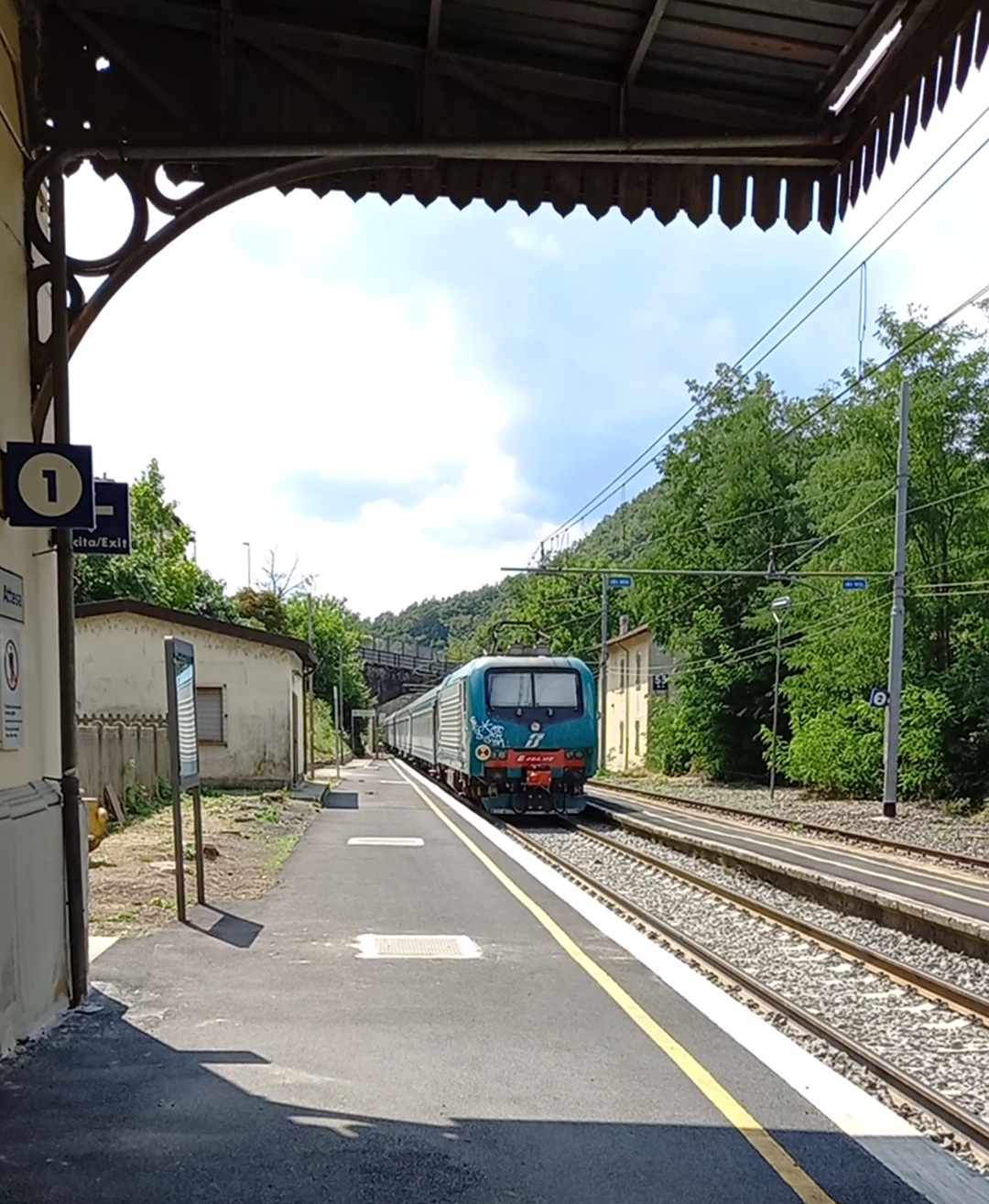
Locomotiva elettrica E464 di Trenitalia in coda ad un treno regionale per La Spezia, nell'agosto 2021

La stazione è servita dai treni regionali svolti da Trenitalia e Trenitalia Tper nell'ambito del contratto di servizio stipulato con la regione Emilia-Romagna.
A novembre 2019, la stazione risultava frequentata da un traffico giornaliero medio di circa 46 persone (22 saliti + 24 discesi).

## Servizi
La stazione è classificata da RFI nella categoria bronze.
La stazione dispone di:
- Parcheggio di scambio
- Servizi igienici
- Sovrappassaggio